# Farmington, Arkansas
Farmington là một thành phố thuộc quận Washington, tiểu bang Arkansas, Hoa Kỳ. Năm 2010, dân số của thành phố này là 5974 người.

## Dân số
- Dân số năm 2000: 3605 người.
- Dân số năm 2010: 5974 người.